# Isla de Ammassalik
La isla de Ammassalik (en danés: Ammassalik Ø) es una isla costera de Groenlandia localizada en el sureste de la gran isla continental, en el municipio de Sermersooq. Con una superficie de 772 km², por superficie es la 11º isla mayor groenlandesa, la 15º danesa y la 376º del mundo.

## Geografía

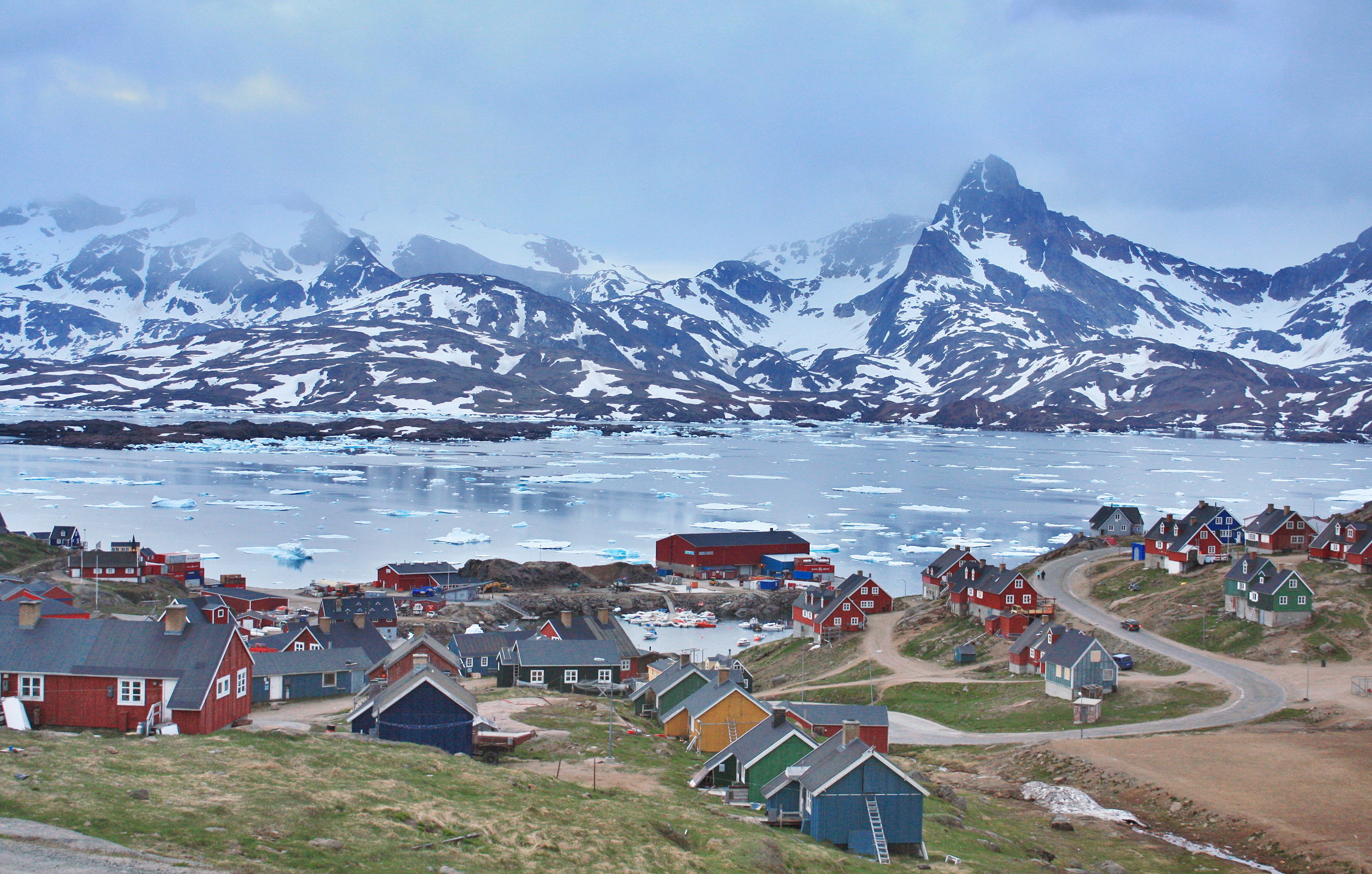
Tasiilaq en la isla de Ammassalik

La isla está separada de la parte continental de Groenlandia, en el oeste, por el ancho fiordo Sermilik y, en el noreste, por el estrecho de Ikaasartivaq. En el este y sureste de la mitad sur, la cada vez más amplia mitad del fiordo Ammassalik separa la isla de Ammassalik de un archipiélago de islas, en el que destacan las islas de Apusiaajik y Kulusuk a través del estrecho de Torsuut Tunoq. La costa sur de la isla está bañada por las aguas del océano Atlántico Norte.
El punto más alto de la isla es un pico glaciado localizado en la parte norte, de 1.352 m.

## Asentamiento
El único asentamiento de la isla es la pequeña localidad de Tasiilaq, con 1.893 habitantes en  2009, la comunidad más poblada de la costa oriental, y la séptima mayor de Groenlandia.

## Historia
Miles de años antes de que los europeos "descubrieran" la isla de Ammassalik, esta ya estaba habitada por humanos. No se sabe si ese asentamiento fue continuo. Los hallazgos arqueológicos muestran que ya en 1900 a. C. los paleo-esquimales de la cultura Saqqaq vivían en la isla. También se han encontrado en ella rastros de la cultura Dorset posterior. Desde el siglo XIV, grupos de neo-esquimales migraron a la cultura Thule en varias oleadas. [5] No se sabe si el noruego Grænlendingar, que vivió en dos asentamientos en la costa suroeste de Groenlandia en la Edad Media, puso alguna vez un pie en la isla Ammassalik.
Probablemente el primer europeo en pisar la isla fue el oficial naval danés Gustav Frederik Holm, quien dirigió la llamada expedición en barco de mujeres desde 1883 hasta 1885. Circunnavegó el cabo Farvel con sus umiaks, siguiendo la costa hasta el círculo polar ártico e hizo el primer contacto con los inuit en la isla de Ammassalik. Diez años más tarde, se fundó la misión danesa en Ammassalik, ahora Tasiilaq.